# 院使
院使，中國古代官職之一，在清朝，此官職配置於朝廷之太醫院，品等為正五品。該官職研究及供應醫藥，並處理太醫院院務，分派御醫、吏目及各科醫生之宮直與六直。